# بلاكر
بلاكر (بالإنجليزية: Blacker)‏ هو مشروع أمان شبكة حاسوب تابع لوزارة الدفاع الأمريكية مصمم لتحقيق تصنيفات فئة A1 (ضمان عالي جدًا) لمعايير تقييم نظام الحاسوب الموثوق به ( TCSEC ).
بدأ برنامج بلاكر الأول في أواخر السبعينيات ، مع متابعة إنتاج أجهزة ميدانية في نهاية المطاف في أواخر الثمانينيات.  كان أول نظام آمن مع تشفير طرف إلى طرف موثوق به على شبكة بيانات الدفاع بالولايات المتحدة .
تم تنفيذ المشروع بواسطة SDC (برنامج) و Burroughs (أجهزة) ، وبعد الاندماج ، من قبل الشركة الناتجة Unisys .